# Justin Melnick
Justin Melnick (* 5. Oktober 1980 in New York, USA) ist ein US-amerikanischer Schauspieler, welcher vor allem für seine Rolle als Special Warfare Operator First Class Brock Reynolds in der Serie SEAL Team bekannt ist.

## Leben und Karriere
Melnick wurde in New York geboren und machte 1998 seinen Abschluss an der White Mountain School in New Hampshire. Danach besuchte er die University of Denver.
Nach seinem Abschluss arbeitete Melnick als Restauranter und Nachtclub-Promoter in New York, Los Angeles und Paris.
Später arbeitete er als freiberuflicher Kriegsfotograf in Kabul, Afghanistan, wo er im Camp Phoenix zusammen mit den aus New York stammenden Soldaten des 2. Battalion der 108. Infanterie arbeitete.
Nach seiner Rückkehr ließ er sich in Daleville, Alabama, nieder und arbeitet dort als Polizist.
Seit 2017 spielt er den Special Warfare Operator First Class Brock Reynolds in der Serie SEAL Team. Bei einem privaten Werbedreh stürzte er 2021 aus einem Helikopter, kam aber unverletzt davon.

## Privates
Er ist verheiratet mit Whitney Melnick; das Paar hat zwei Söhne und eine Tochter.

## Filmografie
- 2008: The Matter with Clark (Produktionsassistent)
- 2012: Five Hacks (Kurzfilm)
- 2017–2024: SEAL Team (Fernsehserie)